# Hadronischer Schauer
Ein hadronischer Schauer ist eine Teilchenkaskade, die durch ein Hadron ausgelöst wird.
Die Schauerentwicklung wird hier anders als bei einem elektromagnetische Schauer durch die starke Wechselwirkung bestimmt.
Durch die starke Wechselwirkung entstehen in der Teilchenkaskade neue Hadronen, u. a. werden häufig die leichtesten Mesonen, die Pionen, erzeugt.
Da neutrale Pionen in zwei Photonen zerfallen, wird sich innerhalb des hadronischen Schauers auch ein elektromagnetischer Schauer bilden.
Zusätzlich entstehen bei den Zerfällen der instabilen Teilchen auch Myonen, deren Zerfälle wiederum Neutrinos erzeugen, sodass ein Teilchenschauer üblicherweise in eine hadronische, eine elektromagnetische und eine myonische Komponente eingeteilt wird.
Hadronische Schauer treten z. B. in hadronischen Kalorimetern in Teilchendetektoren auf.
Die Vermessung des Schauers kann zur Energiemessung des eintreffenden Teilchens verwendet werden.
Auch kosmische Strahlung besteht zu großen Teilen aus Hadronen, die in der Atmosphäre ausgedehnte Luftschauer auslösen.
In diesem Fall können die einzelnen Komponenten getrennt gemessen werden, da z. B. Myonen eine deutlich größere Eindringtiefe in Materie als z. B. Hadronen und Elektronen haben.
Die Schauerentwicklung wird dabei von der hadronischen Wechselwirkungslänge bestimmt.
Sie verhält sich ähnlich wie die Strahlungslänge für elektromagnetische Schauer, ist aber im Allgemeinen deutlich größer.
Zudem sind starke Fluktuationen im Energieverlust verglichen mit dem elektromagnetischen Fall charakteristisch für eine hadronische Kaskade.